# 祖鲁王国
祖魯王國（英語：Zulu Kingdom）是非洲历史上的一个王國，位于今南非东部，鄰近印度洋，且界在圖蓋拉河和蓬戈拉河之間。這個小王國逐漸控制了今天南非洲的誇祖魯-納塔爾省。後在1870年代與英國發生一系列衝突，祖魯王國在戰爭初期的伊山德瓦納戰役取得勝利，然而在英國的優勢武力下，祖魯王國仍逃不過覆滅的噩運。祖魯王國後來被納入納塔爾殖民地，最後併入南非聯邦。

## 歷史

### 恰卡建立祖魯王國

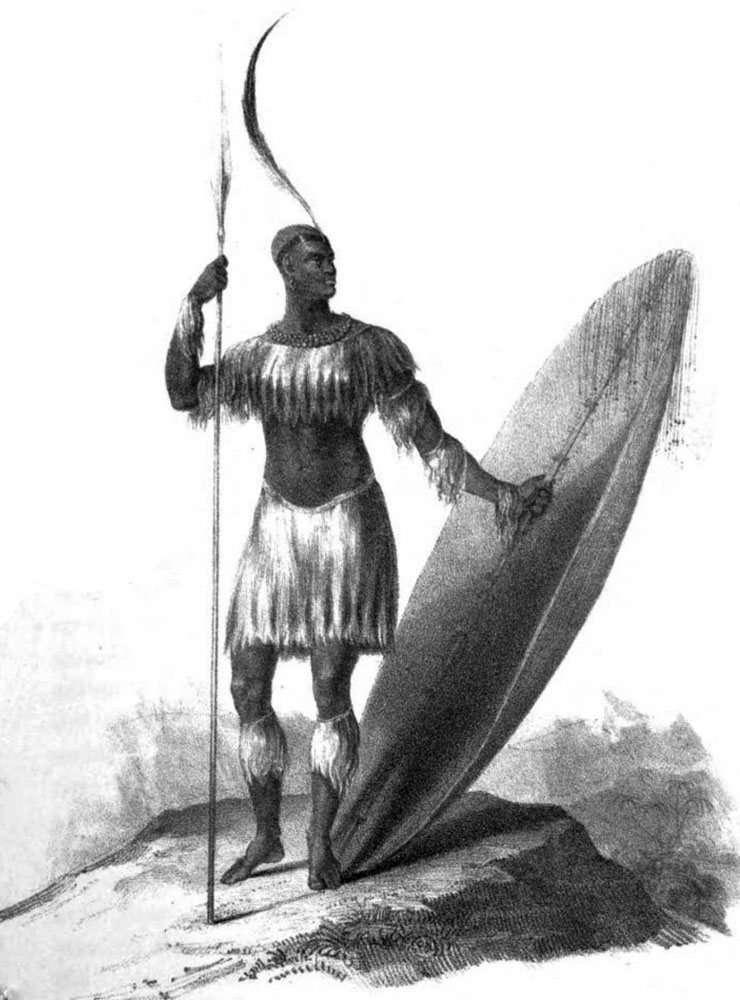
恰卡畫像
（約1824年）

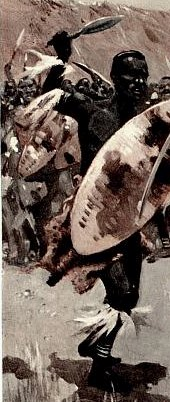
軍事革新像是長矛（assegai）、包圍戰術以及年齡分團制等讓祖魯王國成為南非洲最強大的國家。

恰卡大約出生於1787年，是祖魯首領辛贊格科納·賈馬的私生子，他與母親南蒂（Nandi）被辛贊格科納放逐，二人逃難到姆特瓦。恰卡成為姆特瓦首領丁吉斯瓦約麾下的戰士。辛贊格科納死後，丁吉斯瓦約協助恰卡成為祖魯首領。兩族成為盟友，並肩作戰。丁吉斯瓦約後來在約1818年時被恩德萬德韋族首領茲威德殺死。姆特瓦併入祖魯，接受恰卡的統治。
恰卡實施了許多軍事、社會、政治及文化上的革新，建立一個體制完整的中央集權的祖魯國家，最重要的包括利用他構想的現代化武器來改造軍隊。並且為祖魯人建立信仰中心，在精神上加強領導人及巫醫的威信，維持了國家內部的從屬地位。
恰卡·祖魯的另一項偉大功績是摧毀氏族勢力對王國體制的影響。軍隊中的升遷不再受身世的影響，而是憑功績計算。
1818年，聯盟在恩德萬德韋族首領茲威德的首次突襲「廓可里山戰役」下倖存。兩年後，恰卡在姆拉圖澤戰役中摧毀了恩德萬德韋聯盟。恩德萬德韋聯盟的大批殘餘勢力仍然在各處與恩古尼人部落纏鬥，過著流徙的生活，史稱棄土運動（Mfecane或Defecane）。這個過程中亦發生過多次的內部鬥爭，史稱祖魯內戰。
1825年，恰卡已建立一個面積約11,500平方英里（30,000平方公里）的大王國，國土東邊可抵海岸線，西邊可達金斯堡，北臨蓬戈拉河，南至班西河。
祖魯的一系分支北恩德貝萊人，或在歷史上被稱為馬塔貝列人在姆濟利卡齊國王統治時，建立了一個更大的帝國，面積涵蓋現今的辛巴威。

### 丁岡的統治
丁岡·辛贊格科納與姆蘭加諾是恰卡的同父異母弟，他們與另一個祖魯領袖姆蓬多密謀殺害恰卡，在先後進行了至少兩次的暗殺行動後，終於將恰卡殺死。
恰卡遇害後，丁岡殺死了與他合謀的姆蘭加諾，成功篡位，登上了國王寶座。他繼位後首先處決了幾位王族親戚。隨後幾年，丁岡為了穩坐王位，他陸續處決了多名恰卡的支持者。丁岡的另一個同父異母兄弟姆潘德被視為過於懦弱，不足為懼，因此，在整個血腥篡位的行動中，成為其一倖存的人。

#### 與「移民先驅」的衝突
在遇到英國人之前，祖魯人首先面對的外來者是波耳人。波耳人為了對抗英國人的統治，企圖覓得一塊土地作為基地，建立一個國家，於是他們向北渡過了橘河，與恩德貝勒人發生衝突之後，又接著與丁岡的祖魯王國起了衝突。
1837年10月，移民先驅領袖彼得·雷蒂夫前往丁岡的村落談判有關移民先驅與祖魯族的土地分配問題。在11月，大約1,000輛移民先驅的四輪馬車，由奧蘭治自由邦，取道龍山山脈，抵逹現稱的誇祖魯-納塔爾省。
丁岡要求雷蒂夫歸還其隊伍先前偷去的牛隻。於1838年2月3日，雷蒂夫將牛隻交還。翌日，雙方簽定條約，丁岡將圖蓋拉河南部至姆西姆夫布河的土地割讓給移民先驅。一連串的慶祝活動開始。在2月6日，慶祝的最後一日，雷蒂夫的隊伍被邀請前往舞會，並要求他們將馬車隊留下。在舞會的中段，丁岡忽然站立並高呼：「Bambani aba thakathi!」（祖魯語，謂「殺死那些巫師」）。雷蒂夫及其同行約250人即時被制服，並帶到kwaMatiwane山處決。他們被殺的原因相信是他們扣留了部份本應需歸還的牛隻，因此觸怒丁岡。
丁岡的軍隊其後攻擊移民先驅的營地，約500名移民先驅的男女及小孩全部被屠殺，無一倖免。血腥屠殺發生的地點，現時被命名為韋納（阿非利卡語：Weenen，謂「哭泣」）。
其他移民先驅的成員投選了安德列斯·普利托里奧斯為新的領袖。1838年12月16日，丁岡出兵攻擊位於血河河岸的移民先驅，比勒陀烏斯率領470名移民先驅的成員，以多輛四輪車排列成一個方陣，抵抗兵數達1萬至2萬人的祖魯軍隊。比勒陀烏斯的方陣戰略取後重大的成功，約3,000名祖魯士兵戰死，只有3名移民先驅成員受傷，無人戰死。這次戰役，史稱「血河之戰」。
戰敗之從，丁岡燒毀他的王宮，並逃往北方。姆潘德（由於被丁岡視為懦弱而倖存的同父異母兄弟）率領17,000支持者背叛丁岡，並聯合普里托利亞及移民先驅向丁岡宣戰。丁岡最後於現時的史瓦濟蘭邊境被刺殺。姆潘德取代丁岡，成為祖魯國王。

### 姆潘德統治時期

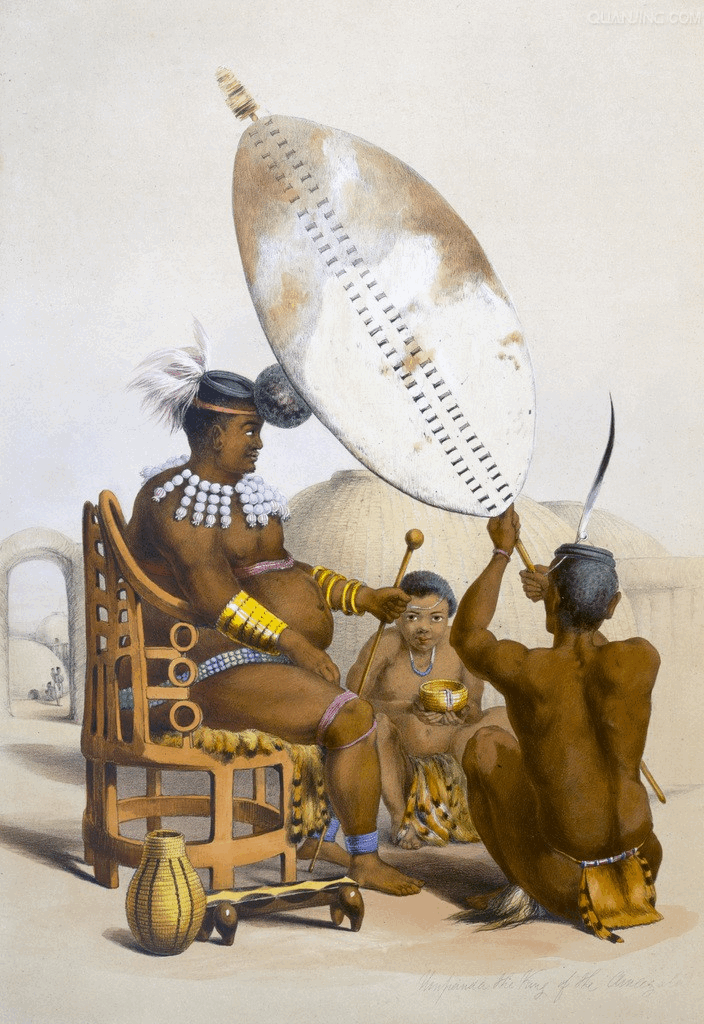
姆潘德畫像
喬治·法蘭西·安格斯（George French Angas）繪

1839年，在反叛丁岡的戰鬥結束之後，波耳人領袖马蒂纳斯·韦塞尔·比勒陀利乌斯在圖蓋拉河南邊，那塔耳港（英國人的居住地，即今德爾班）西邊，建立了那塔利亞共和國。
姆潘德與普里托利亞斯的維持了良好的關係。1842年，英國人與波耳人爆發了衝突，英國併吞了那塔利亞。那塔利亞覆亡之後，姆潘德將與波耳人的良好關係轉移給英國人，維持了良好的對外關係。
1843年，姆潘德整肅王國內的異議分子，造成大量人民死亡。數以千計的難民帶著牲畜逃到鄰近地區，包括英國控制的納塔爾地區，姆潘德因此襲擊了鄰近地區。直到1852年，姆潘德入侵史瓦濟蘭遭到了英國阻止，並強迫姆潘德撤軍，對於鄰近地區的整肅行動才告一段落。

### 塞奇瓦約統治時期

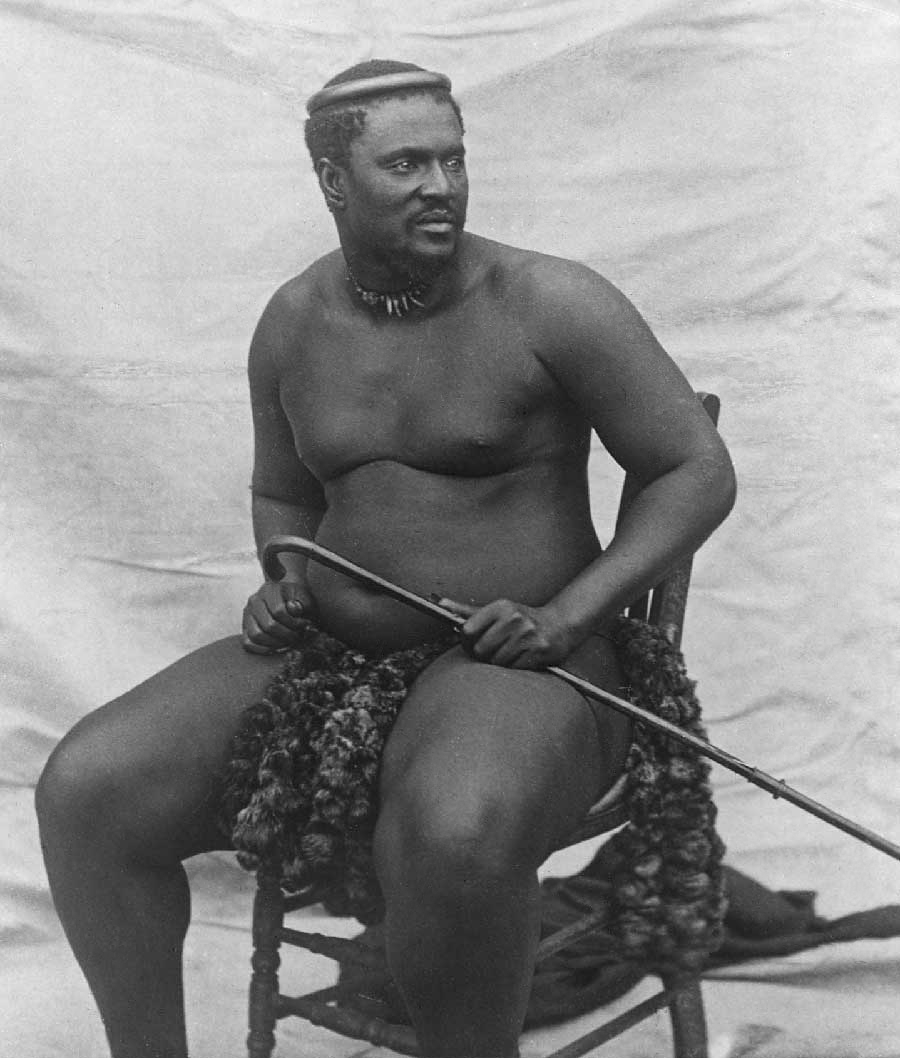
塞奇瓦約國王的照片
（約1875年）

同一時期，姆潘德的兩個兒子塞奇瓦約及姆布亞齊為爭取繼承王位而發生爭端。1856年，姆布亞齊被兄長塞奇瓦約殺死（Ndondakusuka戰役）。塞奇瓦約計劃篡奪父親的政權。最後於1872年，姆潘德年老逝世，塞奇瓦約繼位。

#### 英祖戰爭

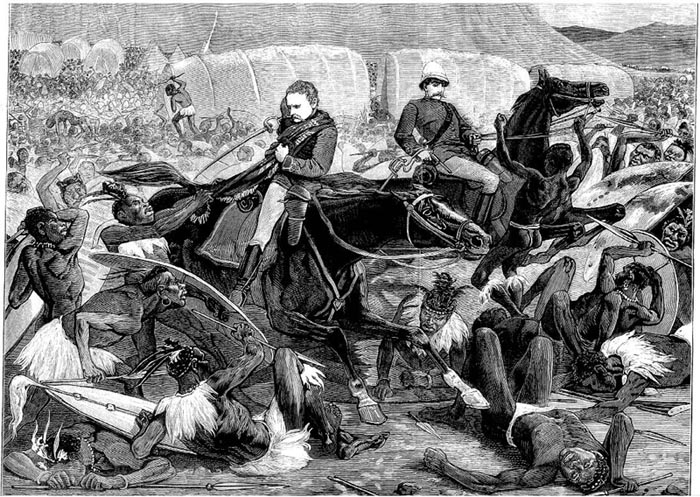
伊山德瓦納戰役（1879年）

1878年12月11日，英國駐南非殖民官員弗里爾向14名代表祖魯國王塞奇瓦約的祖魯長老發出最後通牒。最後通牒的內容非常苛刻及無理，即時遭到塞奇瓦約斷然拒絕。這份最後通牒是特意設計讓塞奇瓦約拒絕，為英國侵略造就藉口。12月31日，最後通牒期限屆滿，英國軍隊渡過圖蓋拉河，英祖戰爭正式揭開序幕。戰爭初期，1月22日，祖魯在伊山德瓦納戰役中擊斃了將近1,000名英軍，打敗英國軍隊。祖魯人在伊山得瓦納戰役中展現了團隊作戰技巧。祖魯人的作戰能力使他們在戰爭初期取得優勢。然而，祖魯人的人海戰術以及落後的軍隊，在戰爭中造成極大的傷亡。裝備先進的英國人逐漸取得優勢。7月4日，爆發的烏倫迪戰役中，英國戰勝祖魯，結束了英祖戰爭。英祖戰爭是英國在擴張殖民地的過程中傷亡最慘重的戰役。

#### 王國分裂及塞奇瓦約之死
戰敗後一個月，塞奇瓦約被逮捕，並遭放逐到開普敦。英國人採取分而治之的政策，把祖魯國分裂為13個酋長國，各酋長國之間的爭端頻仍，祖魯陷入內戰局面。在1882年，塞奇瓦約獲准前往英國，覲見維多利亞女王及其他重要人物後，獲准回到祖魯，繼續當國王。
1883年，塞奇瓦約被獲准返回祖魯，並恢復其帝位。條件是他不可再挑起爭端，及不可重建軍事制度。塞奇瓦約只獲發還比原先小了很多的領土。隨後，塞奇瓦約在烏倫迪被烏西貝普（13個酋長的其中一個，其背後有布爾僱傭兵撐腰）攻擊，塞奇瓦約受傷逃脫。1884年2月，塞奇瓦約逝世（可能是遭毒死），由當時只得15歲的兒子迪尼祖魯繼承王位。

### 迪尼祖魯的統治和流亡

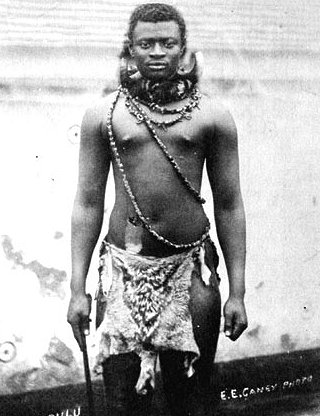
迪尼祖魯·卡塞奇瓦約像
約（1883年）

迪尼祖魯招攬波耳僱傭兵以反擊烏西貝普，並承諾以土地作為酬勞。這批僱傭兵自稱為「迪尼祖魯的志願兵」（Dinizulu's Volunteers），由路易·博塔統領。1884年，迪尼祖魯的志願兵擊敗烏西貝普，獲得了祖魯王國一半的土地，並成立了夫赫德共和國。
英國向來擔心波耳人獲得港口，因此此事件引起了英國的注意。1887年，英國吞併了祖魯，祖魯正式成為英國殖民地。
隨後，迪尼祖魯與敵人發生衝突，史稱邦巴薩叛亂。1906年，英國政府拘捕迪尼祖魯，並控以叛國及公開暴力罪名。1909年，迪尼祖魯被判處監禁於聖赫勒拿島上，刑期為10年。
南非聯邦成立後，路易·博塔擔任南非首任總理。他安排昔日的老盟友迪尼祖魯結束他的流亡生活，回到南非，居於德蘭士瓦，並於1913年卒於該地。

### 國破之後
丁祖魯之子所羅門·丁祖魯從未被南非官方認定為國王，但是他始終被祖魯人及南非的一些知識分子，如約翰·杜貝等認定為國王，且地位日漸上升。1923年，所羅門建立了英卡塔·亞誇祖魯組織，以增進祖魯王室的威望，但是這個組織成立沒有多久便逐漸沒落。幸好，在1970年代，誇祖魯行政首長曼戈蘇圖·布特萊齊又再次使其復興。
1951年12月，所羅門之子西普里安·貝庫祖魯被官方認定為祖魯人的最高精神領袖。但官方政府仍以對於酋長的黜免權來實際掌控祖魯的行政權。

## 現代祖魯人
祖魯王國的國土現今成為誇祖魯-納塔爾省的一部分。現代的祖魯人平均地分均於鄉村及城市地區。雖然誇祖魯-納塔爾省依然是他們的主要居住地，但有許多人都遷往經濟較為繁榮的豪登省。事實上，在豪登省最常用的語言就是祖魯語，其次是索托語。在其他地方的祖魯族人，祖魯語仍然是他們最普遍採用的語言，其次是阿菲利加語及英語。
誇祖魯-納塔爾省有很大一部分是野生動物保護區，因此居住在那邊的祖魯人也利用觀光業來賺取收入。此外誇祖魯-納塔爾省也是WWF的黑犀牛復育中心。WWF在約20,000公頃的「祖魯蘭犀牛保護區」（Zululand Rhino Reserve ，ZRR）中執行了「黑犀牛領域擴張計畫」（The Black Rhino Range Expansion Project）。
祖魯人在南非政壇上的有著舉足輕重的影響力，南非第四任總統雅各布·祖馬及第四任副總統普希莉·蘭博庫卡都是祖魯人。

## 延伸閱讀
- Bryant, Alfred T. . Cape Town: C. Struik. 1964: 157.
- Morris, Donald R. . New York: Simon and Schuster. 1965: 655.

## 外部連結
- Afropop Worldwide's public radio program on Zulu Music, "The Zulu Factor" （页面存档备份，存于）
- People of Africa, Zulu marriage explained （页面存档备份，存于）
- An article on Piet Retief, including his interactions with Dingane
- History section of the official page for the Zululand region （页面存档备份，存于）
- Human Rights Watch report on KwaZulu, just before the 1994 elections （页面存档备份，存于） – This includes detailed, well-referenced, sections on recent Zulu history.